# Друзі зустрічаються знову
«Друзі зустрічаються знову» — радянський пригодницький художній фільм 1939 року, знятий режисером Камілем Ярматовим на Сталінабадській кіностудії.

## Сюжет
Перші роки Радянської влади в Таджикистані. У прикордонних пісках працює загін військових топографів. Серед них під ім'ям червоноармійця Даньяра ховається Шир-хан, ватажок банди басмачів і агент іноземної розвідки. В пісках Шахрі-Чанга на загін нападають басмачі. Топографи мужньо захищають ще не нанесену на карту радянську землю.

## У ролях
- Олег Жаков — Корнієнко, комісар загону
- Касим Мухутдінов — Даньяр
- Ніколоз Санішвілі — майор Атаєв
- Василь Зайчиков — професор Нікітін
- Т. Рахманіна — Рано, вихованка загону
- Григорій Любимов — Рогов
- Рахім Пірмухамедов — провідник
- Леонід Кміт — шофер
- Борі Хайдаров — журналіст
- Петро Галаджев — професор Іракський
- Амін Турдиєв — Расул, шофер

## Знімальна група
- Режисер — Каміл Ярматов
- Сценаристи — Олексій Спєшнєв, Олександр Філімонов
- Оператор — Олександр Гінцбург
- Композитор — Рейнгольд Глієр
- Художники — Петро Галаджев, М. Шарякін